# Cytryniec
Cytryniec (Schisandra Michx.) – rodzaj roślin z rodziny cytryńcowatych (Schisandraceae). Do rodzaju należy 26 gatunków występujących głównie w Azji wschodniej i południowo-wschodniej (zwłaszcza w Chinach i Japonii). Tylko jeden gatunek – Schisandra glabra rośnie poza Azją – w południowo-wschodniej części Ameryki Północnej. Rośliny te rosną w zaroślach i lasach, zwykle nad strumieniami.
Wiele gatunków użytkowanych jest jako rośliny lecznicze. Zwłaszcza w Chinach rośliny z tego rodzaju wykorzystywane są m.in. do wzmacniania układu immunologicznego, do leczenia zapalenia wątroby. Z pędów niektórych pozyskuje się olejki i włókna do wyrobu sznurów. Niektóre gatunki uprawiane są jako ozdobne, przy czym do najbardziej cenionych ze względu na efektowne, czerwone zarówno owoce jak i kwiaty, należy Schisandra rubriflora. W Europie (w tym w Polsce) uprawiany jako roślina ozdobna jest cytryniec chiński, ozdobny zwłaszcza jesienią z powodu czerwonych owoców i przebarwiających się na żółto liści.

## Morfologia

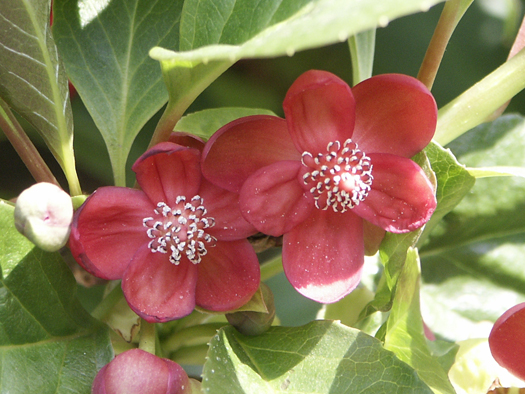
Schisandra rubriflora

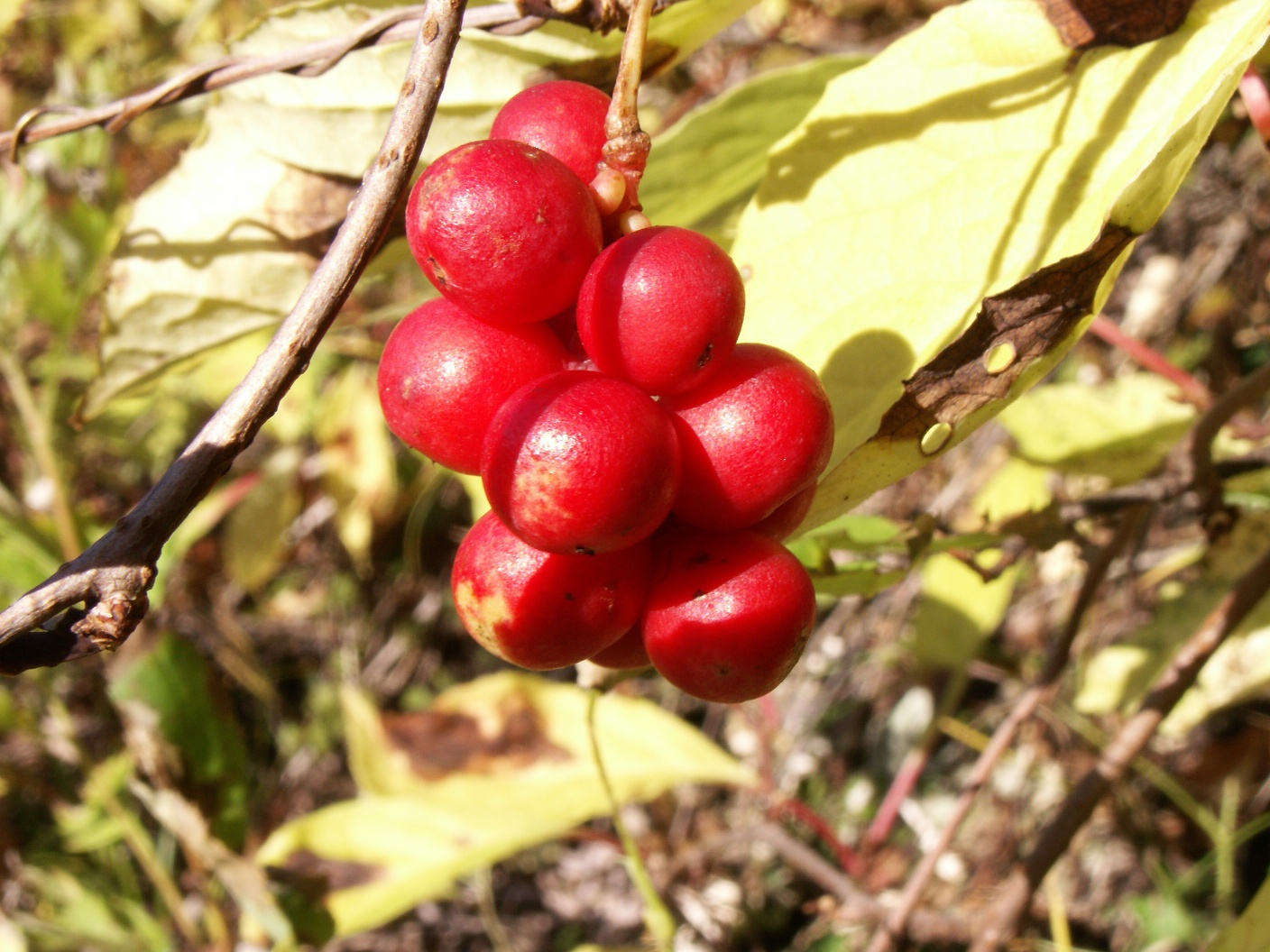
Owoc zbiorowy Schisandra chinensis

PokrójDrewniejące pnącza, nagie lub owłosione owijające się na podporach łodygami. Osiągają ponad 20 m wysokości.
LiścieZimozielone i opadające na zimę. Są skrętoległe, przy czym wyrastają oddalone od siebie na długopędach i w skupieniach na krótkopędach. Blaszka jest pojedyncza, eliptyczna lub jajowata, cienka lub skórzasta, u nasady często zbiegająca wzdłuż ogonka. Wierzchołek zwykle zaostrzony, brzeg cały lub ząbkowany.
KwiatyJednopłciowe, podczas gdy rośliny mogą być jednopienne lub dwupienne. Kwiaty są drobne – osiągają do 2 cm średnicy, z niezróżnicowanym okwiatem w dwóch okółkach składającym się z 5 do 20 okrągławych listków białokremowych lub czerwonych. W kwiatach pręcikowych znajduje się 4–60 pręcików, częściowo lub w całości zrosłych w mięsiste synandrium. Kwiaty żeńskie z 12–120 owocolistkami, czasem do 300.
OwoceZbiorowe (apokarpiczne) dojrzewają na wydłużonym dnie kwiatowym. Poszczególne owocki jajowate do elipsoidalnych, podczas dojrzewania czerwone, rzadziej czarne. Zawierają zwykle po dwa nerkowatego kształtu nasiona (rzadziej jedno lub trzy).

## Systematyka
Pozycja według Angiosperm Phylogeny Website (aktualizowany system System APG IV z 2016)
Jeden z trzech rodzajów rodziny cytryńcowatych (Schisandraceae) należącej do rzędu Austrobaileyales reprezentującego wczesne okrytonasienne.
Pozycja w systemie Reveala (1999)
Gromada okrytonasienne (Magnoliophyta Cronquist), podgromada Magnoliophytina Frohne & U. Jensen ex Reveal, klasa Magnoliopsida Brongn., podklasa Magnoliidae Novák ex Takht., nadrząd Magnolianae Takht., rząd badianowce (Illiciales Hu ex Cronquist), rodzina cytryńcowate (Schisandraceae Blume), podrodzina Schisandroideae  Raf., plemię  Schisandreae DC., rodzaj cytryniec (Schisandra L.).
Wykaz gatunków
- Schisandra arisanensis Hayata
- Schisandra bicolor W.C.Cheng
- Schisandra cauliflora N.T.Cuong, D.V.Hai, N.Q.Hung & M.H.Dat
- Schisandra chinensis (Turcz.) Baill. – cytryniec chiński
- Schisandra elongata (Blume) Baill.
- Schisandra glabra (Brickell) Rehder
- Schisandra glaucescens Diels
- Schisandra grandiflora (Wall.) Hook.f. & Thomson
- Schisandra henryi C.B.Clarke
- Schisandra incarnata Stapf
- Schisandra lancifolia (Rehder & E.H.Wilson) A.C.Sm.
- Schisandra longipes (Merr. & Chun) R.M.K.Saunders
- Schisandra macrocarpa Q.Lin & Y.M.Shui
- Schisandra micrantha A.C.Sm.
- Schisandra neglecta A.C.Sm.
- Schisandra parapropinqua Z.R.Yang & Q.Lin
- Schisandra perulata Gagnep.
- Schisandra plena A.C.Sm.
- Schisandra propinqua (Wall.) Baill.
- Schisandra pubescens Hemsl. & E.H.Wilson
- Schisandra pubinervis (Rehder & E.H.Wilson) R.M.K.Saunders
- Schisandra repanda (Siebold & Zucc.) Radlk.
- Schisandra rubriflora Rehder & E.H.Wilson
- Schisandra sphaerandra Stapf
- Schisandra sphenanthera Rehder & E.H.Wilson
- Schisandra tomentella A.C.Sm.